# Renault Midlum

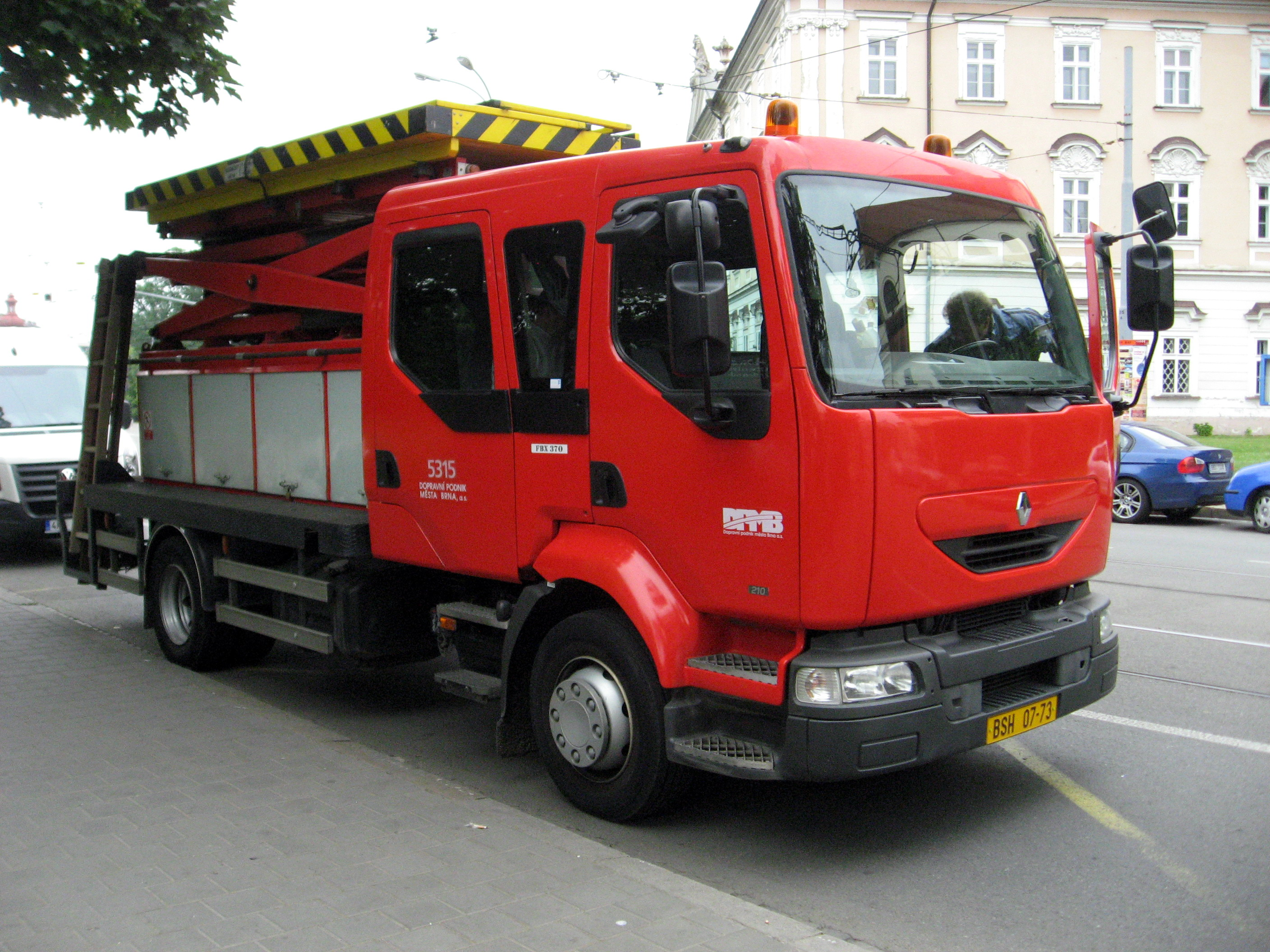
Midlum Phase 1 2000–2006

Der Renault Midlum ist ein mittelschwerer Verteilerverkehr-Lkw von Renault Trucks, der als Pritschenwagen und Fahrgestell erhältlich war. Renault Trucks produzierte das Modell ab 2000 im Werk in Blainville-sur-Orne sowie ab 2002 im Werk der Nordex S.A. bei Montevideo. In Ozeanien wurde es von der Konzernschwester Mack Trucks als Mack Midlum verkauft. Die Baureihe wurde vom Renault D-Truck ersetzt.
Der Midlum war mit 18 unterschiedlichen Radständen und verschiedenen Fahrerhausvarianten erhältlich, davon eine Version mit Doppelkabine. Die maximale Nutzlast betrug 13 Tonnen.
2006 wurde der Midlum überarbeitet (Phase 2) und verfügte nun über Dieselmotoren mit einer Leistung von 118 bis 227 kW. Neben Fahrzeugen mit den Antriebsformeln 4×2 und 4×4 wurde auf Sonderwunsch auch eine 6×2-Variante gebaut, die ein Gesamtgewicht von 26 Tonnen ermöglichte.

## Renault Midlum Electrique

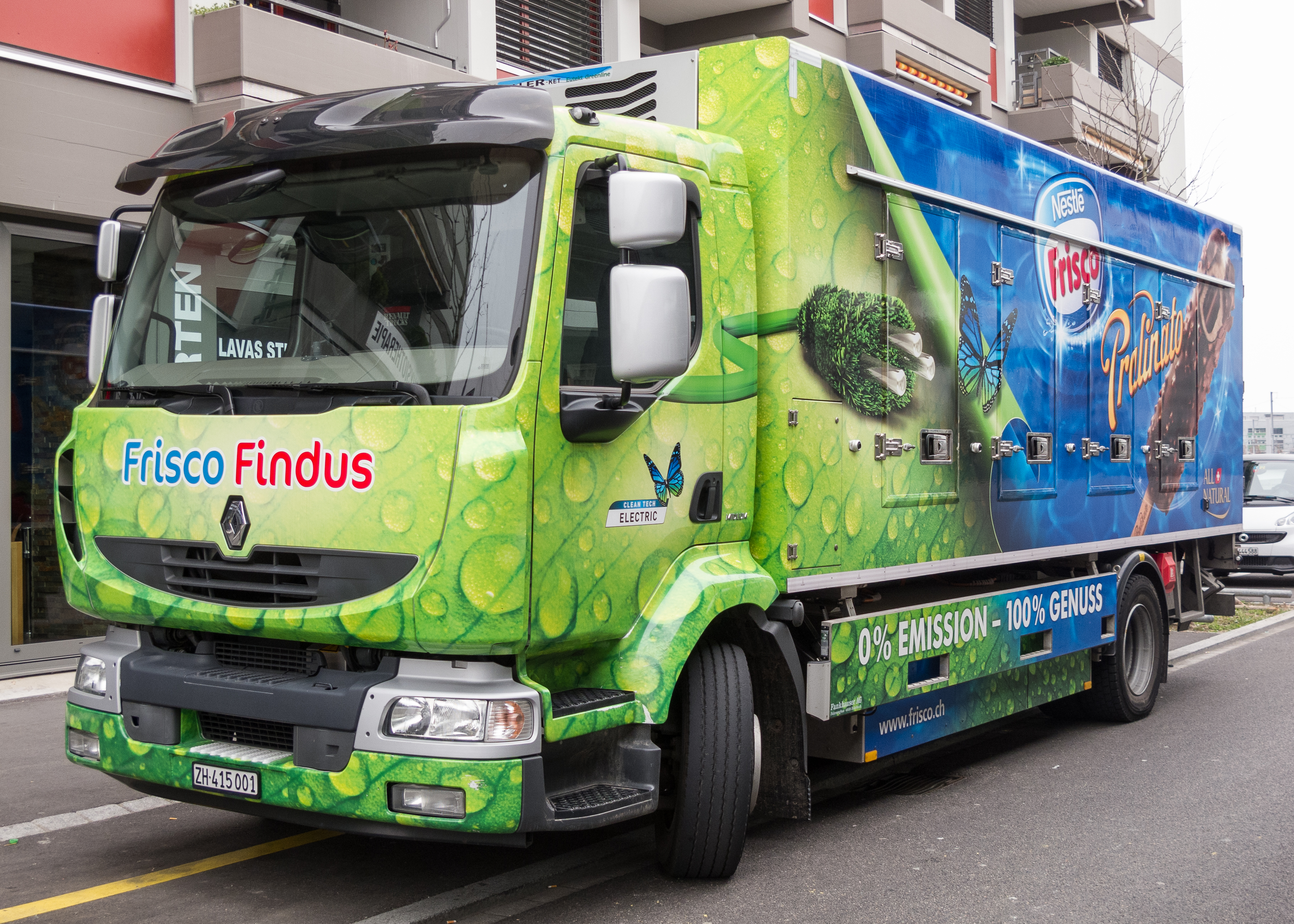
Renault Midlum Electric

Ab 2011 gab es auch einen rein elektrisch angetriebenen Midlum. Dieser wurde in der Region Lyon von mehreren Betrieben eingesetzt und getestet. Der Electrique-Midlum hatte 16 Tonnen Gesamtgewicht und eine Nutzlast von 5,5 Tonnen. Der Elektromotor leistete 103 kW, das Fahrzeug hatte eine Reichweite von 100 Kilometern. Die Ladezeit betrug acht Stunden. Das Modell war der erste Lkw in dieser Größe weltweit, der von einem Elektromotor angetrieben wurde.